# Тон'є
Тоньє́ (східне Є, кор. 동예, 東濊, кит. трад. 東濊, піньїнь. dōng huì) — ранньокорейська держава, що займала північно-східну частину Корейського півострова приблизно з 150 до н. е. до 400 року н. е. На півночі межувало з Когурьо та Окчо, на півдні — з конфедерацією Чінхан та китайським округом Лолан на заході. Сьогодні на території, що колись займався Тоньє, знаходяться провінції Хамгьон-Намдо і Канвон (провінція), Північна Корея, а також Канвондо, Південна Корея.

## Історія
За китайськими легендами, У-ван (Чжоу) зробив Чіцзи (en: Jizi) правителем Кочосона. Він поширив на землях Кочосона і Тоньє землеробство, етикет, шовківництво і запровадив вісім законів: за вбивство — смерть, за поранення — відшкодування кількістю хліба, злодія віддавали у рабство до обкраденого та жінку його віддавали теж, якщо не виплачувався штраф.
У першій згадці про Тоньє говориться, що це був васал Кочосона за Вімана у другому столітті до н. е. Після падіння Кочосона воно перейшло під контроль китайського округу Лолан, а потім стало підкорятися Когурьо, який набирав силу.
В 126 році до н. е., правитель Тоньє Наньлюй (南閭) повстав проти Уго (Кочосон) і з 280 000 підданими переселився на Ляодунський півострів і У-ді створив для його народу префектуру Цахай (蒼海郡), але незабаром скасував її.
За Ван Мана, на початку його царювання, 9 рік н. е., племенам цзюйлі було наказано виступити в похід проти Хунну, але вони розбіглися і почали нападати на китайців. Імператор (大尹) Ляосі Тянь Тань переслідував їх і був убитий. За наказом Ван Мана, Янь Ю виманив князя цзюйлі на кордон, де обезголовив його і відправив голову імператору. Цзюйлі продовжили нападати на кордон.
У 30 році н. е. китайці відкликали чиновників із Тоньє, а місцевим правителям дали переваги сянь хоу (县侯) і зобов'язали їх з'являтися до двору імператора. Було три класи правителів: Хоу (侯), І (邑, правитель міста), Цзюнь (君).
У 32 році цзюйлі надіслали до двору Гуан У посла з даниною, що означала примирення з імперією.
У 46 році цзюйлі Цань Чжило (蠶支落) і Дайцзя Дайшень (大加戴升) з 10 000 підданих з'явилися в Лелан і прийняли китайське підданство.
У 48 році, цзюйлі напали на Юбейпін (右北平), Юйян (漁陽), Шангу (上谷) і Тайюань (太原). Ляодунський тайшоу (遼東太守) Чжай Жун (祭肜) обіцяв їм милість від імператора, і вони помирилися.
Цзюйлі жили мирно, доки їх не очолив войовничий вождь Тонокчо на ім'я Гун. Тонокчо та Тоньє підняли повстання. У 105 році вони пограбували 6 повітів та Ляодунь. Правитель Ляодуня Ген Куй (耿夔) розбив частину повстання. У 118 році Гун знову підняв повстання та обложив китайське місто Хуалі (華麗) — столицю округу Сюаньту.
У 121 році правитель Ючжоу (幽州刺史) Пін Хуань (馮煥), тайшоу Сюаньту (玄菟太守) Яо Гуан (姚光) і тайшоу Ляодуна Цай Фен (遼東太守蔡諷) напали на цзюйлі і вбили одного з вождей, взяли коней і майно. Гун відправив свого сина Суйчена (遂成) з 2000 воїнів проти Яо Гуана. Суйчен для видимості виявив покірність китайцям, відправив військо заблокувати гірські проходи, а сам із 3000 воїнів вирушив грабувати Ляодун, загинуло 1000 людей, передмістя міст спалили. На той час як підійшли підкріплення китайців, вони вже пішли. Влітку того ж року 8000 сяньбійців напали на Ляодуй (遼隊). Цай Фен спробував наздогнати їх, але коли наздогнав саньбійці вступили в бій у якому впав Цай Фен та його офіцери, які прикривали його, всього 100 людей. Восени Гун зібрав своїх людей і воїнів з Махана, що приєдналися до повстання, напав на китайські війська в Сюаньту. Син царя Пуйо Юйцютай (尉仇台) з 20 000 воїнів приєднався до китайських військ і розбив Гуна. Веймо втратив 500 людей. Незабаром Гун помер (в 121 році), йому наслідував син Суйчен (遂成).
У 122 році Суйчен приїхав до столиці Сюаньту для укладання миру і привів захоплених бранців китайців. Там йому вручили імператорський маніфест (詔), в якому було сказано, що хоча злочини веймосців великі, імператор прощає їх, а за викуп китайських полонених готовий заплатити по 40 відрізів шовку за дорослого, та по 20 за дитину, але нехай веймосці приведуть всіх полонених для викупу. Суйчен уклав мир.
У 132 році в області Сюаньту було створено 6 військових поселень (屯田) для китайських гарнізонів.
Між 146 і 168 роком, почалося нове повстання і повсталі знову напали на Ляодун, Сяаньпін (西安平), вбили правителя Дайфана (帶方), захопили сім'ю правителя Лелана.
У 168 році тайшоу Сюаньту Ден Лінь напав на Тоньє і винищив їх кількасот.
Між 168 і 204 роком Тоньє увійшло до складу Когурьо, що набирав силу.

### Падіння
Після 6-го століття документами, кам'яними написами та розкопками було доведено, що стара земля Тоньє стала територією Сілла . Наразі не залишилося жодних записів про руйнування, але висувається кілька гіпотез.

## Народ та культура
Вважається, що Тоньє населяв той самий народ, що й Когурьо. Мова та етнічне походження мешканців двох держав були одинаковими. Це говорить про те, що вони були вихідцями з держав Пуйо та Кочосон. Населення країни за записами тієї доби становило 20 000 дворів.
Про Тон'є відомо зовсім небагато. Зазвичай це згадки про Мучхона (무천, 舞天), свято поклоніння небесам, що проходило в листопаді кожного року, під час якого народ співав і танцював. Це свято схоже на когурьоський фестиваль Тонмен, який проходив приблизно в той самий час. Під час цих свят люди поклонялися тигру, обожнюючи його.
З китайської історії Пізньої Хань відомо, що жителі дотримувалися законів, не замикали двері будинків, оскільки не було крадіжки, жінки були чесними та вірними дружинами. Використовують кухонний посуд. За китайськими уявленнями, народ був дурний, простодушний, невибагливий із малими потребами. Одяг роблять із круглим (косим) коміром. Ділянки гір та річок поділені між жителями, як і поля для рибальства та полювання. Шлюби завжди між людьми з різними прізвищами. Багато табу. Якщо в будинку помре хворий, будинок кидають і зводять новий. Гадають по сузір'ях, про врожай. Якщо два селища сварилися, то на них накладали стягнення кіньми та биками, це називалося цзехо (責禍- борг за біду).
Розводять шовкопрядів, садять коноплю, роблять полотна. У їхніх землях живуть леопарди. Водяться коні, яких китайці називають поні (果下馬, кінь на якому можна проїхати під плодовим деревом). В океані ловлять рибу Баньюй (班魚, родич Фугу із синьо-зеленою спиною та темними плямами), яку привозять до столу імператора Китаю.
Економіка Тоньє переважно базувалася на сільському господарстві та виробництві шовку. Ритуали свята Мучхон зазвичай полягали у проханнях надіслати добрий урожай наступного року. Земля в Тоньє вирощувалась громадами і за замах на землю сусідньої громади передбачався штраф.

### Війна
У набіги не ходять. Вважають за краще воювати пішими. Роблять дуже довгі піки довжиною в три чжани (三丈, близько 7 метрів за Ханьськими часами), їх тримали кілька людей. З твердого червоного дерева роблять луки (檀弓), які привозять китайцям у Лелан.